# An Phú Trung
An Phú Trung là một xã thuộc huyện Ba Tri, tỉnh Bến Tre, Việt Nam.
Xã An Phú Trung có diện tích 10,43 km², dân số năm 1999 là 7.480 người, mật độ dân số đạt 717 người/km².